# Il gallo d'oro
Il gallo d'oro è l'ultima opera di Nikolaj Andreevič Rimskij-Korsakov in un prologo, tre atti ed un epilogo. Il libretto è di Vladimir Ivanovič Bel'skij, e si basa sull'omonima fiaba in versi di Aleksandr Puškin.

## Storia della composizione
Rimskij-Korsakov considerava la sua opera precedente, La leggenda dell'invisibile città di Kitež e della fanciulla Fevronija, come il suo punto d'arrivo in questo genere, ed infatti essa è stata definita "la summa della tradizione operistica nazionalista di Michail Glinka e del Gruppo dei Cinque". Tuttavia, la situazione politica nella Russia del tempo lo ispirò per comporre "una satira tagliente dell'autocrazia, dell'imperialismo russo e della guerra russo-giapponese". Quattro fattori influenzarono il compositore nello scrivere l'opera:
1. Puškin. Tutti gli altri lavori di Rimskij-Korsakov ispirati a lavori del grande poeta, specialmente La fiaba dello zar Saltan (opera), erano stati dei grandi successi. Anche ne Il gallo d'oro si ritrova la stessa magia.
2. Bilibin. Ivan Bilibin aveva già prodotto delle scene per Il gallo d'oro, con lo stesso gusto per il folclore tradizionale russo dello Zar Saltan.
3. La guerra russo-giapponese. Sotto lo zar Nicola II la Russia combatté una guerra con il Giappone che fu altamente impopolare tra i russi, e si risolse in un disastro militare e una disfatta per la Russia (nell'opera lo zar Dodon decide follemente di attaccare uno stato confinante provocando grave disordine e spargimento di sangue. Lo zar stesso dedica più attenzione ai suoi piaceri personali, e fa una brutta fine).
4. La rivoluzione russa del 1905. Molti russi non erano scontenti solamente della guerra col Giappone, ma anche delle loro misere condizioni di vita. Il 9 gennaio 1905 ci fu a San Pietroburgo una dimostrazione pacifica, guidata da un prete, davanti al Palazzo d'Inverno per chiedere migliori condizioni di lavoro, che provocò un eccidio da parte delle truppe zariste: la giornata passò alla storia come la Domenica di sangue. La notizia provocò ulteriori disordini nel paese, tra cui il famoso ammutinamento della corazzata Potëmkin. Anche gli studenti del conservatorio di San Pietroburgo dimostrarono contro lo zar, con il sostegno di Rimskij-Korsakov: per questo egli fu rimosso dal suo incarico alla guida del conservatorio; per protesta anche Aleksandr Glazunov ed Anatolij Ljadov si dimisero.

Rimskij-Korsakov decise quindi di comporre un'opera per denunciare il disastroso regime zarista, e nel 1906 iniziò a lavorare a Il gallo d'oro. Il libretto fu affidato a Vladimir Bel'skij, che apportò alcune modifiche ed introdusse nuovi personaggi rispetto al racconto di Puškin. La scrittura dell'opera procedette rapidamente e nel settembre 1907 la partitura fu completata e pubblicata. Nel gennaio del 1908 il direttore dei teatri imperiali V. A. Teljakovskij consegnò il libretto dell'opera alla censura drammatica, che richiese numerose modifiche. Rimskij-Korsakov fu costretto ad accettare le richieste censura, ma chiese che i libretti con il testo originale completo fossero venduti separatamente allo spettacolo nella versione originale. Tuttavia, mentre il compositore era in vita, l'opera non venne mai rappresentata. La sua prima rappresentazione ebbe luogo al teatro Solodovnikov di Mosca il 24 settembre 1909, un anno dopo la morte del compositore, e fu eseguita con molte modifiche imposte dalla censura. In Italia Il gallo d'oro andò in scena per la prima volta al teatro Regio di Torino il 18 febbraio 1925.
Marina Frolova-Walker indica Il gallo d'oro come il precursore di quelle idee che avrebbero portato alle "anti-opere" moderniste del XX secolo, in Russia e non solo, quali L'amore delle tre melarance (1921) di Sergej Prokof'ev ed Il naso (1930) di Dmitrij Šostakovič.

## Trama
L'azione ha luogo in un tempo non specificato ed in un luogo fantastico, anche se effettivamente una città chiamata Šemacha (Şamaxı) esiste e si trova in Azerbaigian. Al tempo di Puškin la città era importante, essendo la capitale di quello che stava per diventare il Governatorato di Baku. Ma il regno presente nel suo poema ha poco a che fare con la città reale ed il suo territorio: è verosimile che Puškin abbia scelto quel nome solo per dare una connotazione esotica ad un regno inventato.

### Prologo

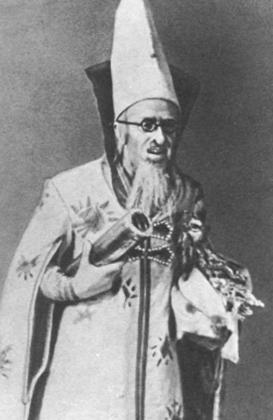
Vladimir Pikok nel ruolo dell'astrologo alla prima dell'opera nel 1909. Questa parte difficile è scritta per un tenore contraltino, perché l'astrologo è un eunuco.

Dopo una citazione orchestrale dei principali leitmotiv dell'opera, un misterioso astrologo esce dal sipario per annunciare al pubblico che, sebbene stia per essere rappresentata una favola di un tempo molto lontano, essa ha comunque una morale vera e valida.

### Atto I
In una grande stanza nel palazzo dello zar Dodon. Durante una riunione della Duma dei boiardi si discute su come difendere il regno dagli attacchi dei nemici. I due giovani principi danno consigli assurdi, che provocano scompiglio. Si decide di trarre degli auspici quando entra in scena un astrologo che dona al re un gallo d'oro che, quando tutto è calmo e non ci sono pericoli canterà: "Kiri-ku-ku! Regna, sdraiato su un fianco", ma quando i confini del regno sono in pericolo, griderà: "Kiri-ku-ku! Attento, attento!". Per questo dono, l'astrologo chiede allo zar Dodon la promessa di esaudire un suo desiderio.
L'astrologo se ne va, e Dodon, tranquillizzato, si sdraia per fare un pisolino e si addormenta. La governante di Amelfa assicura che si può trasformare l'intera capitale in una camera da letto. Ed infatti, il re e tutta la Corte, compresa la stessa Amelfa, sono immersi in un sogno. Dodon sogna zarina di Šemacha. All'improvviso il sogno è disturbato dal grido del gallo. Il voevoda Polkan sveglia Dodon e lo informa di un pericolo imminente.
Dodon annuncia al popolo riunito l'inizio della guerra, e subito impone cinicamente a tutti nuove tasse. I figli dello zar non esprimono particolare zelo per andare in battaglia, preferirebbero rimanere a casa. Ma Dodon li benedice solennemente per la campagna militare. Alla fine, i due zarevic si mettono in viaggio. Ancora una volta nella capitale regna la pace. Dodon si addormenta e sogna nuovamente la zarina di Šemacha, quando improvvisamente si sente di nuovo il canto inquietante del gallo d'oro e tutti vanno in confusione. Entra senza fiato il voevoda, che annuncia che i vecchi dovranno andare in soccorso dei giovani: lo zar deve mettersi a capo dell'esercito. Questa prospettiva non piace affatto a Dodon, che diventato vecchio, e non ha più forza per combattere. Il popolo canta le lodi del re che si mette in marcia con i soldati.

### Atto II

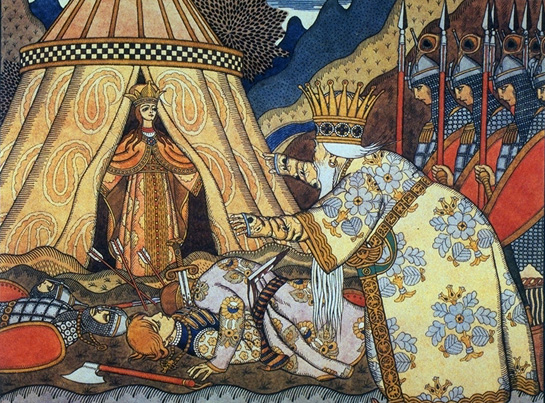
Lo zar Dodon incontra la zarina di Šemacha

In una valle cupa di notte. I figli di Dodon ed il loro esercito hanno trovato la fine. La musica dipinge uno spettacolo sinistro: uccelli rapaci volano sopra i cadaveri dei principi e dei soldati. Dodon piange i suoi figli, che si sono trafitti l'un l'altro con le spade. Polkan invoca vendetta per la loro morte. All'alba, i contorni di una tenda diventano visibili. Polkan, convinto che il nemico si nasconda nella tenda, ordina di puntarvi contro un cannone. I soldati, tremando di paura, obbediscono agli ordini. Ma i paramenti della tenda si aprono lentamente, ed il valoroso esercito del re Dodon si mette in fuga. Solo Dodon e Polkan rimangono sul posto. Appare la zarina di Šemacha: Dodon, soggiogato dalla sua bellezza e dal suo canto, decide di parlare con lei. Per ordine della zarina, le ancelle servono a Dodon e a Polkan del vino. I tre si siedono insieme, ma ben presto la zarina, infastidita dalle sciocche risposte di Polkan, chiede a Dodon di mandarlo via, e così lo zar e la zarina rimangono soli. La zarina cerca di sedurre Dodon e contemporaneamente si fa beffe di lui con i suoi canti, ma lo zar ne è talmente irretito che non se ne rende conto. In preda ad una forte emozione, Dodon invita la zarina ad andare con lui nella capitale e lei acconsente. Tutti si rallegrano. La processione reale si muove. Dodon e la zarina di Šemacha si mettono in viaggio su una carrozza dorata.

### Atto III
Nella capitale. Il popolo è ansioso ed impaurito, mentre aspetta il ritorno dello zar. Appare Amelfa che si inventa una storia sulle imprese di Dodon. Tutti si rivolgono a lei per dire la verità, dov'è il re, cosa c'è in lui, se l'uomo è sano. Amelfa inventa una storia sulle imprese del re, con lo scopo di tenere il popolo nella paura. Ma ecco che le trombe suonano ed entra la carrozza dove siedono Dodon e la zarina di Šemacha. Tutti sono stupiti dal variopinto seguito della zarina. Il popolo si accalora e saluta lo zar. Entra l'astrologo e rimane incantato dalla zarina di Šemacha. La zarina stessa guarda attentamente il mago, come se ricordasse qualcosa, e chiede a Dodon chi sia quell'uomo. Come un cupo presagio si ode un colpo di tuono. Lo zar all'inizio tratta affabilmente l'astrologo: non ha dimenticato che gli aveva promesso di soddisfare un suo desiderio come ricompensa per il gallo d'oro. E ora l'astrologo chiede di dargli la zarina di Šemacha. Tutti sono stupiti, e soprattutto Dodon, che è disposto a dare all'astrologo anche la metà del suo regno, ma la zarina di Šemacha è fuori discussione. Tuttavia, l'astrologo non vuole nulla, tranne la zarina, allora Dodon si arrabbia e gli ordina di andarsene. L'astrologo si impunta e Dodon lo colpisce alla fronte e questo cade morto. Tutti sono in tumulto, il sole è nascosto dietro le nuvole e rimbombano i tuoni. Solo la zarina di Šemacha ride allegramente e quando Dodon vuole baciarla, lei lo respinge con rabbia: "Sparisci, mostro malvagio, tu e il tuo stupido popolo!". Dodon crede che la zarina stia scherzando, ma — per la prima volta dal suo ritorno, il gallo d'oro grida: "Kiri-ki-ku! Beccherò il vecchio!", per poi volare sulla testa di Dodon e beccarlo, finché lo zar cade morto. Tutti si fermarono inorriditi, mentre si vede un fulmine e si sente un tuono. Nell'oscurità totale che è sopraggiunta, si sentono solo le risate della zarina di Šemacha. Quando torna la luce sia il gallo d'oro che la zarina sono scomparsi, mentre Dodon il morto giace a terra. Il popolo piange e ricorda il suo zar.

### Epilogo
L'astrologo esce ancora dal sipario per annunciare la fine della storia, ricordando al pubblico che ciò che hanno appena visto è solo mera illusione, e che solo lui e la zarina sono vivi e reali.

## Opere derivate
Rimskij-Korsakov ricavò un arrangiamento da concerto:
- Introduzione e marcia nuziale dall'opera Il gallo d'oro (1907)

Dopo la morte del compositore A. Glazunov e M. Steinberg ricavarono una suite dall'opera:
- Quattro scene musicali dall'opera Il gallo d'oro

1. Lo zar Dodon a casa sua
2. Lo zar Dodon in marcia
3. Lo zar Dodon con la zarina di Šemacha
4. Il matrimonio e la triste fine di Dodon